# Jamie Spencer
Pour les articles homonymes, voir Spencer.
Jamie Spencer, né le 8 juin 1980, est un jockey irlandais.
Il a remporté de nombreuses courses classiques britanniques et irlandaises, depuis les 1.000 Guinées Irlandaises en 1998, où il a mené son cheval Tarascon à la victoire. Il annonce vouloir prendre sa retraite de jockey à la fin de l'année 2014 après une deuxième place dans la Breeders' Cup Classic en selle sur Toast of New York, mais revient finalement sur sa décision et continue à monter en free-lance.
Il est marié avec une présentatrice de Channel 4, Emma Spencer.

## Palmarès (groupe 1uniquement)
Royaume-Uni
- Oaks d'Epsom – 1 – Sariska (2009)
- St. Leger Stakes – 1 – Brian Boru (2003)
- Fillies' Mile – 1 – Gossamer (2001)
- Nunthorpe Stakes – 1 – Kyllachy (2002)
- Falmouth Stakes – 1 – Macadamia (2003)
- Middle Park Stakes – 1 – Ad Valorem (2004)
- Champion Stakes – 1 – David Junior (2005)
- Haydock Sprint Cup – 1 – Goodricke (2005)
- Eclipse Stakes – 1 – David Junior (2006)
- Lockinge Stakes – 1 – Red Evie (2007)
- St. James's Palace Stakes – 1 – Excellent Art (2007)
- Racing Post Trophy – 1 – Crowded House (2008)
- Ascot Gold Cup – 1 – Fame and Glory (2011)
- Queen Elizabeth II Jubilee Stakes – 1 – Khaadem (2023)

 France
- Critérium de Saint-Cloud – 1 – Ballingary (2001)
- Prix Maurice de Gheest – 1 – Charlemagne (2001)
- Prix Jean-Luc Lagardère – 1 – Oratorio (2002)
- Prix de l'Abbaye de Longchamp – 1 – Desert Lord (2006)

 Irlande
- 1.000 Guinées Irlandaises – 3 – Tarascon (1998), Gossamer (2002), Just The Judge (2013)
- 2.000 Guinées Irlandaises – 1 – Phoenix of Spain (2019)
- Irish Oaks – 1 – Sariska (2009)
- Moyglare Stud Stakes – 1 – Sequoyah (2000)
- Tattersalls Gold Cup – 1 – Powerscourt (2004)
- Matron Stakes – 1 – Red Evie (2006)

 Allemagne
- Grand Prix de Berlin – 1 – Second Step (2015)
- Bayerisches Zuchtrennen – 1 – Danceteria (2019)

 États-Unis
- Arlington Million – 1 – Cape Blanco (2011)
- Joe Hirsch Turf Classic Invitational Stakes – 1 – Cape Blanco (2011)
- Man O'War Stakes – 1 – Cape Blanco (2011)
- Jockey Club Derby Invitational – 1 – Yibir (2021)

 Canada
- E.P. Taylor Stakes – 1 – Just The Judge (2014)

 Émirats arabes unis
- Dubaï Duty Free – 1 – David Junior (2006)

 Singapour
- Singapore Cup – 1 – Endless Hall (2001)